# س. جاي ديفيس
س. جاي ديفيس (بالإنجليزية: C. J. Davis)‏ هو لاعب كرة قدم أمريكية أمريكي، ولد في 2 فبراير 1987 في Imperial, Pennsylvania ‏ في الولايات المتحدة.

## وصلات خارجية
- س. جاي ديفيس على موقع مرجع كرة القدم المحترفة.كوم (الإنجليزية)